# Utopia (Texas)
Pour les articles homonymes, voir Utopia (homonymie).
Utopia est une census-designated place située dans le comté d'Uvalde, dans l’État du Texas, aux États-Unis. Sa population s’élevait à 227 habitants lors du recensement de 2010.
Le centre-ville abrite notamment l'Old Rock Store, un bâtiment commercial qui fait partie des Recorded Texas Historic Landmarks depuis 1967.

## Source
- (en) Cet article est partiellement ou en totalité issu de l’article de Wikipédia en anglais intitulé « Utopia, Texas » (voir la liste des auteurs).